# Теория гастреи

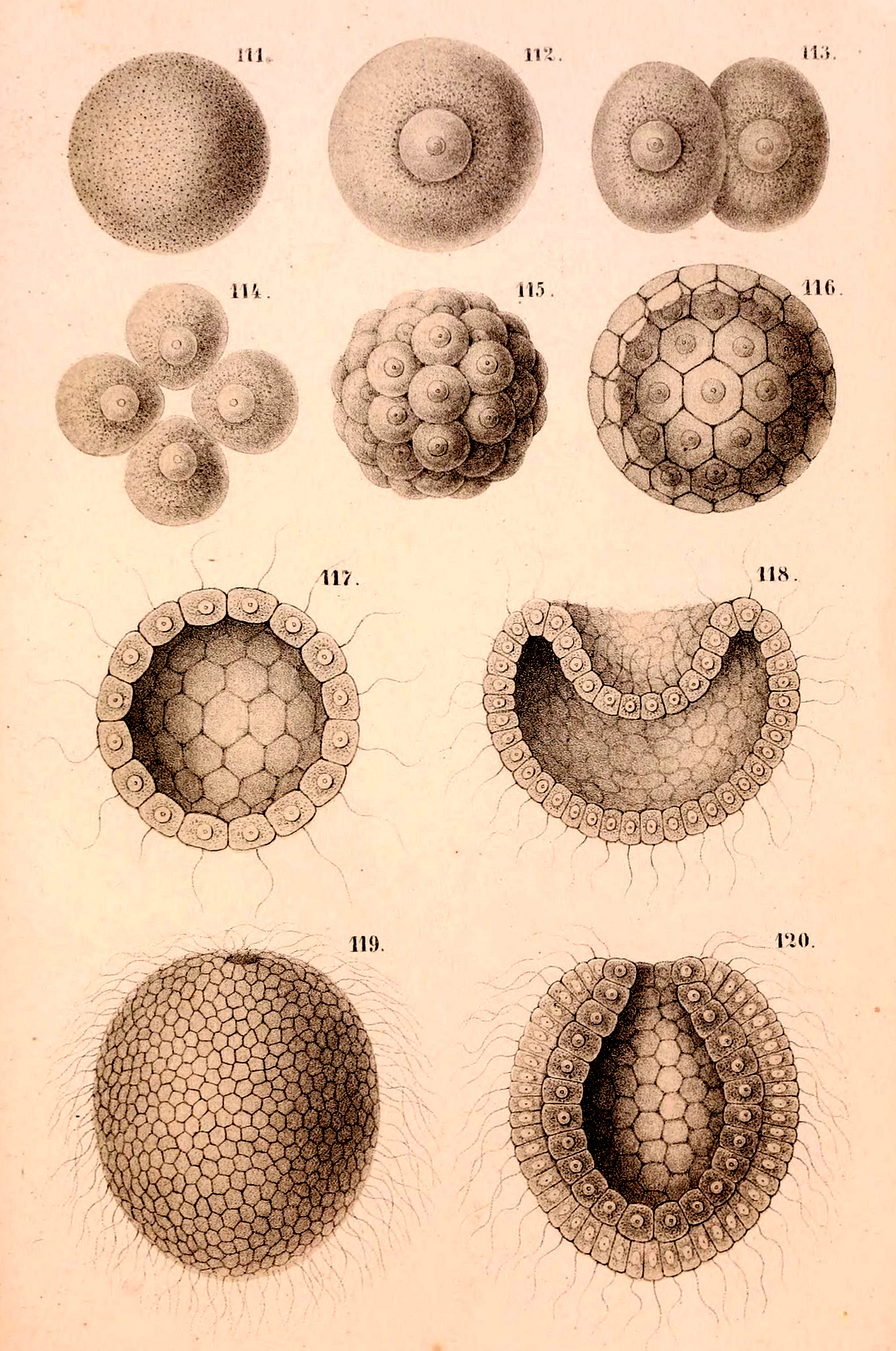
Формирование гастреи, рисунок Эрнста Геккеля.

Теория га́стреи — гипотеза, объясняющая происхождение многоклеточных организмов от одноклеточных. Была предложена немецким ученым Эрнстом Геккелем в 1866 году. 
Согласно этой теории, первичный многоклеточный организм мог возникнуть в процессе деления клетки, во время которого имело место нерасхождение дочерних клеток, образовавшихся в результате многократного деления одноклеточного животного, возможно простейшего. Далее в скоплениях таких клеток появились анатомические и функциональные различия, которые привели к дальнейшей специализации. Таким образом мог образоваться многоклеточный организм с некоторым разделением функций клеток: одни клетки отвечали за движение, другие за питание и пищеварение. По сути, это был прообраз первых кишечнополостных животных. Этот многоклеточный организм Геккель назвал гастреей, по аналогии с гаструлой — ранней стадией эмбрионального развития животных.
Теория гастреи находила своё подтверждение, по мнению Геккеля, в некоторых особенностях эмбрионального развития животных, которые были сформулированы им в биогенетическом законе и в полной мере соответствовала принципам дарвинизма.